# 外薗健一朗
外薗 健一朗（ほかぞの けんいちろう、1951年（昭和26年）9月15日 - ）は、日本の航空自衛官。第30代航空幕僚長。職種は要撃管制。鹿児島県出身。

## 略歴
- 1974年（昭和49年）3月：防衛大学校卒業（第18期）
- 1985年（昭和60年）7月：3等空佐
- 1988年（昭和63年）7月：2等空佐
- 1992年（平成04年）6月：1等空佐、在ベルギー日本国大使館付防衛駐在官
- 1995年（平成07年）8月1日：航空幕僚監部人事教育部補任課人事第1班長
- 1997年（平成09年）3月26日：第3航空団基地業務群司令
- 1998年（平成10年）7月1日：航空幕僚監部調査部調査課長
- 1999年（平成11年）7月9日：空将補に昇任、航空自衛隊幹部学校副校長
- 2000年（平成12年）10月10日：北部航空警戒管制団司令
- 2002年（平成14年）3月22日：航空自衛隊第5術科学校長
- 2003年（平成15年）3月27日：統合幕僚会議事務局第5幕僚室長
- 2005年（平成17年）7月28日：空将に昇任、第32代 中部航空方面隊司令官
- 2007年（平成19年）7月3日：第37代 統合幕僚学校長に就任
- 2008年（平成20年）
  - 3月26日：第5代 情報本部長に就任
  - 11月7日：政府統一見解と異なる論文を発表し更迭された田母神俊雄の後任として第30代 航空幕僚長に就任
- 2010年（平成22年）12月24日：航空自衛隊事務用品発注官製談合事件の責任を取り辞任
- 2021年（令和03年）11月3日：瑞宝重光章受章[2][3]

## 栄典
- リージョン・オブ・メリット・コマンダー（司令官級勲功章） - 2010年（平成22年）1月22日[4]
- 瑞宝重光章 - 2021年（令和3年）11月3日[3]